# Zámecký rybník (Frýdlant)
Zámecký rybník je uměle vytvořená vodní plocha o rozloze 2,5 hektaru nacházející se ve Frýdlantě, městě ve Frýdlantském výběžku na severu České republiky.

## Historie
Není známo, kdy rybník vznikl, nicméně od středověku se pod frýdlantským zámkem nacházel vodní mlýn o sedmi mlýnských složeních a s náhonem, jenž mlel po dobu přibližně pěti staletí až do roku 1915. Obnovou rybník prošel například během první poloviny devadesátých let 20. století. Když město a jeho okolí postihly během srpna roku 2010 povodně, poničily přívalové vody rybník do té míry, že se dostal do havarijního stavu. Cestáři navíc při obnově silnice II/290, jež prochází po jeho břehu, zjistili, že hráz nádrže prosakuje. Vlastník vodní plochy, Národní památkový ústav, proto roku 2015 přistoupil k celkové rekonstrukci. Potřebnost oprav navíc zvýšila skutečnost, že v případě dalších povodní by hrozilo vylití rybníka do města.
Během léta 2015 byl rybník vypuštěn. Poté na jeho dně probíhaly archeologické práce, během nichž se podařilo nalézt revolver z konce 19. století, náboje, kousky keramiky či dřevěné pozůstatky z někdejšího mlýnského náhonu. Nejvýznamnějším se však stalo objevení pokladu čítající 42 převážně zlatých mincí ze 16. a 17. století, za něž se mohla v té době pořídit i nemovitost nebo větší množství dobytka. Finanční obnos si do rybníka zřejmě někdo ukryl během třicetileté války. S rekonstrukcí rybníka se nakonec začalo až v roce 2017. Zdržení si vyžádaly změny původního projektu obnovy nádrže na přání archeologů, kteří si přáli, aby se úpravy vyhnuly artefaktům někdejšího mlýna, jenž ale i nadále zůstává zakonzervován na dně Zámeckého rybníka. Na podzim následujícího roku (2018) mohla být vodní plocha opětovně napuštěna. Krátce poté se však ukázalo, že navzdory postupu rekonstrukčních prací podle návrhu projektanta obnovy nádrže dochází k zatékání vody z rybníka do soukromého objektu stojícího v jeho blízkosti. Proto musela být voda znovu vypuštěna a během zimy na přelomu let 2018 a 2019 pátrali odborníci po příčinách průsaku. Zkoumáním starých map odhalili, že pod chodníkem vedoucím po břehu vodní nádrže se nachází starý náhon, jímž zřejmě voda prosakuje. Během jara 2019 se proto rozhodli vodu do rybníka napouštět vždy po půl metrech výšky a během toho monitorovat průsak. Až nastane, pak napouštění zastaví, a problematické místo opraví.

## Využití
Vodní plocha slouží ke cvičení místním dětem začínajícím s rybařením. Před plánovaným zahájením rekonstrukce v roce 2015 plánoval tehdejší starosta města Dan Ramzer, že by mohla u rybníka vzniknout půjčovna lodiček spolu s promenádou doplněnou o lavičky. A až se voda v rybníce vyčistí, mohli by jej, podle jeho názoru, využívat i plavci ke koupání.